# Гададхара

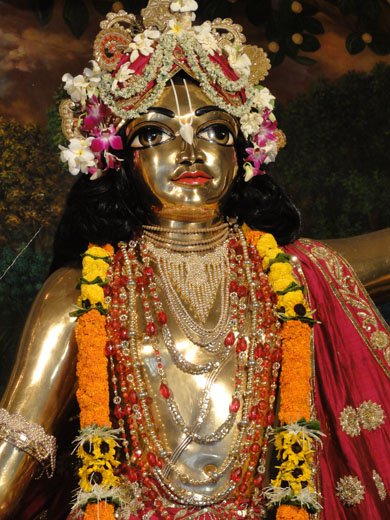

Гада́дхара (IAST: Gadādhara) — один из ближайших спутников вайшнавского святого и реформатора Чайтаньи (1486—1534). В гаудия-вайшнавизме почитается как воплощение Радхи в играх Чайтаньи и является одним из членов Панча-таттвы — плеяды из пяти выдающихся святых, состоящей из Чайтаньи и четырёх его самых близких спутников. 
Гададхара был учеником Пундарики Видьянидхи, от которого он принял духовное посвящение по указанию Чайтаньи. Гададхара провёл большую часть жизни в священном городе Пури, где поклонялся мурти Кришны в образе Тота-Гопинатхи («Садовый Повелитель гопи»), которое нашёл Чайтанья. Отличительной чертой этого мурти является сидячая поза. По легенде, Тота-Гопинатха сел, поскольку Гададхара истощал от тоски после смерти Чайтаньи и уже не мог стоя возлагать цветочную гирлянду.
В комментариях к «Чайтанья-чаритамрите» Бхактиведанта Свами Прабхупада (Ади-лила, 10.15) утверждает, что Гададхара — это «четвёртая ветвь древа Чайтаньи», воплощение Радхи и гопи Лалиты.
В нимбарка-сампрадае считается, что Гададхара (то есть воплощение Радхарани в Чайтанья-лиле) дал посвящение Валлабха-Бхатте (Валлабха-ачарье) в мадхурья-махамантру (югала-мантру): Радхе Кришна Радхе Кришна Кришна Кришна Радхе Радхе Радхе Шьям Радхе Шьям Шьям Шьям Радхе Радхе. Поскольку Гададхара является скрытым воплощением Радхарани, не все принимают эту мантру, так как она считается секретной (также поскольку даёт доступ в самые возвышенные лилы Радхи-Кришны).